# Aisby (South Kesteven)
Aisby – wieś w Anglii, w hrabstwie Lincolnshire, w dystrykcie South Kesteven. Leży 34 km na południe od Lincoln i 161 km na północ od Londynu.